# 395 Dywizja Piechoty (III Rzesza)
395 Dywizja Piechoty (niem. 395. Infanterie-Division) – niemiecka dywizja z czasów II wojny światowej, sformowana w rejonie Tylży na mocy rozkazu z 16 marca 1940, w 9. fali mobilizacyjnej w I Okręgu Wojskowym. Jednostka powstała na bazie pododdziałów zlikwidowanej 521 Dywizji Piechoty.

## Struktura organizacyjna
- Struktura organizacyjna w marcu 1940 roku:

665, 674. i 675. pułk piechoty, 395. pułk artylerii, 395. szwadron rowerzystów, 395. kompania łączności; 

## Dowódca dywizji
- Generalmajor Hans Stengel III 1940 – 16 VIII 1940;

## Szlak bojowy
Dywizja pełniła służbę ochronną na granicy w Prusach Wschodnich i nigdy nie wzięła udziału w walkach. Po zakończeniu kampanii na zachodzie, rozwiązana rozkazem z dnia 22 lipca 1940 roku. Z jej oddziałów utworzono siedem batalionów Heimat Wach, które pełniły służbę nadzorując obozy jenieckie.